# بيت وندسور
بيت وندسور (Windsor) واسمهم الأصلي ساكس-كوبرغ-غوتا (Saxe-Coburg-Gotha)، أسرة من سلالة من أصل جرماني تحكم في بريطانيا والمملكة المتحدة منذ 1901، أصبحت ومنذ 1917 م تحمل لقب وندسور. تاريخيا تعرف هذه الأسرة باسم فيتين (Wetten). كان مقرها في مدينة لندن.
تنحدر هذه الأسرة من إحدى أكبر العائلات الجرمانية النبيلة، الفيتين والتي حكم أحد فروعها (والذي اتخذ فيما بعد اسم ساكس-كوبرغ-غوتا) دوقية ساكسونيا (Sachsen) في ألمانيا فنسبت إليها. سنة 1840 م تزوجت ملكة بريطانيا فيكتوريا، من أحد أقربائها وهو الأمير ألبرت من بيت ساكس-كوبرغ-غوتا (كانت أسرته تحكم دوقية سكسونيا). أثمر زواجهما عن تسعة أبناء حملوا وأحفادهم لقب ساكس-كوبرغ-غوتا. أصبح الملك إدوارد السابع والذي اعتلى العرش سنة 1901 م أول حكام الأسرة.
استمرت العائلة المالكة (وحتى 1917 م) في حمل لقب ـ"ساكس-كوبرغ-غوتا" (Saxe-Coburg-Gotha). إلا أحداثا جديدة أجبرتها على تغيير هذا اللقب. مع اندلاع الحرب العالمية الأولى، أصبحت بريطانيا في حالة حرب مع ألمانيا، كان لقب العائلة المالكة والذي يحمل دلالات جرمانية يشكّل حرجا لها مع تنامي الشعور القومي البريطاني ضد الألمان. سنة 1917 م تم استصدار مرسوم خاص وقعه الملك "جورج الخامس" نفسه، اتخذت العائلة الحاكمة بموجبه لنفسها لقب "ويندسور" (أو "ونزر")، يرجع الاسم لأحد القصور التي كانت تقيم فيها العائلة. أرادت العائلة المالكة أن تعبر أن افتخارها بانتمائها القومي لبريطانيا.
نصَّ مرسوم عام 1917 م، على حق كل الأفراد والذين ينحدرون من الملكة «فيكتوريا» عن طريق الذكور في حمل لقب «وندسور». عدل المرسوم سنة 1952 م ليشمل المنحدرين من الملكة «إليزابيث الثانية» عن طريق الذكور. سنة 1960 م أضيفت بعض المواد للمرسوم السابق، فأصبح لبنات الملكة الحق في حمل اللقب السابق، فيما يحمل أبنائهم (أحفاد الملكة عن طريق الإناث) لقب «ماونتباتن-ويندسور» (Mountbatten-Windsor)، و«ماونتباتن» هو لقب زوج الملكة، الأمير «فيليب»، دوق «أدنبره».

## قائمة الملوك
| - فيكتوريا ملكة المملكة المتحدة - إدوارد السابع - جورج الخامس - إدوارد الثامن | - جورج السادس - إليزابيث الثانية - تشارلز الثالث |

## مصدر
- ساكس-كوبرغ-غوتا